# Charles Goodyear

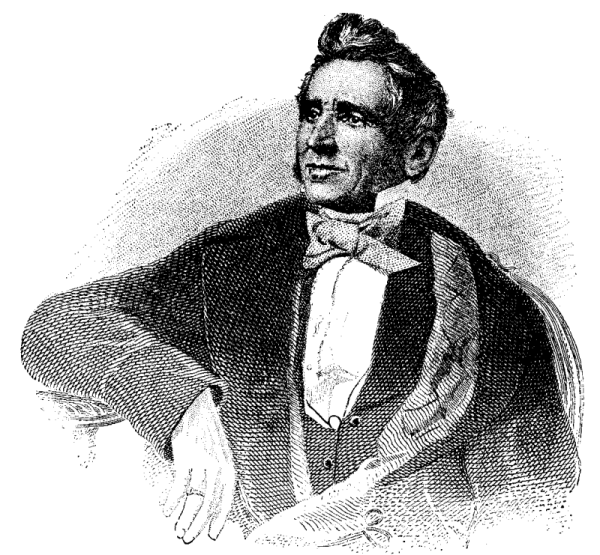
Charles Goodyear

Charles Goodyear (n. 29 decembrie 1800 - d. 1 iulie 1860) a fost un inventator american, cunoscut pentru faptul că în 1839 a descoperit un procedeu de vulcanizare a cauciucului.
Ulterior, a perfecționat acest procedeu și l-a patentat la data de 15 iunie 1844.
A lucrat încă din tinerețe în fabrica tatălui său, unde se produceau unelte agricole și accesorii metalice.
A încercat să conducă o afacere proprie, dar a eșuat.
A descoperit întâmplător că, dacă este tratat cu sulf și tratat termic, cauciucul nu mai este rigid la temperaturi joase, că își menține elasticitatea și astfel devine posibilă utilizarea acestui material la nivel industrial.
A numit acest procedeu vulcanizare